# Endotoxina
Endotoxina é uma toxina que é parte integrante da membrana externa de algumas bactérias e só é libertada após a destruição da membrana externa da bactéria das Gram negativas, libertando-se o LPS. As endotoxinas são menos potentes e menos específicas que a maioria das exotoxinas. São também chamadas toxinas intracelulares. Causam febre e são moderadamente tóxicas. É um lipopolissacarídio componente da parede celular das bactéias gram-negativas.
São toxinas encontradas na parede celular bacteriana, que são liberadas quando a célula desintegra-se. Não são encontradas em filtrados livres de células de bactéria.
A condição caracterizada pela presença de endotoxinas no sangue é chamada de endotoxemia.